# Marčana
Marčana (wł. Marzana) – wieś w Chorwacji, w żupanii istryjskiej, siedziba gminy Marčana. W 2011 roku liczyła 1070 mieszkańców.

## Opis
Marčana jest położona w południowej części półwyspu Istria, na wysokości 170 m n.p.m., 15 km na północ od Puli. Przebiega przez nią droga Pula – Rijeka.
Miejscowa gospodarka oparta jest na rolnictwie i przetwórstwie materiałów.
Pierwsza wzmianka historyczna o miejscowości pochodzi z 1243 roku.